# La conspiració Groundstar
 La conspiració Groundstar  (original: The Groundstar Conspiracy) és una pel·lícula estatunidenco-canadenca dirigida per Lamont Johnson, estrenada el 1972 i doblada al català.

## Argument
Un centre de recerques espacials és sabotejat i la seguretat militar troba el culpable, però el fereix greument en la seva detenció. Com a conseqüència de les seves ferides el sabotejador diu haver perdut la memòria. L'investigador Tuxan està encarregat de descobrir la seva identitat així com la dels seus socis. Tuxan haurà de desenredar un cabdell dels més complexos amb inesperades i d'estupefaents revelacions.

## Repartiment
- George Peppard: Tuxan
- Michael Sarrazin: John Davis Welles/Peter Bellamy
- Christine Belford: Nicole Devon
- Cliff Potts: Carl Mosely
- James Olson: el senador Stanton
- Tim O'Connor: Frank Gossage
- James McEachin: Bender
- Alan Oppenheimer: el general Hackett
- Roger Dressler: Charlie Kitchen